# پورت سالرنو (فلوریدا)
پورت سالرنو (به انگلیسی: Port Salerno) یک منطقهٔ مسکونی در ایالات متحده آمریکا است که در شهرستان مارتین، فلوریدا واقع شده‌است. پورت سالرنو ۱۰٫۴ کیلومتر مربع مساحت و ۱۰٬۰۹۱ نفر جمعیت دارد و ۴ متر بالاتر از سطح دریا قرار دارد.